# Erina geminus
Erina geminus is een vlinder uit de familie van de Lycaenidae. De wetenschappelijke naam van de soort is voor het eerst gepubliceerd in 1978 door Edward David Edwards en John Foxton Ross Kerr.
De soort komt voor in Australië.